# 山口孝男
山口 孝男（やまぐち たかお）は、日本の数学者。京都大学名誉教授で筑波大学名誉教授。専門は微分幾何学、大域リーマン幾何学。

## 来歴
1984年筑波大学大学院数学専攻博士課程修了。理学博士、指導教員は塩浜勝博。九州大学理学部助教授を経て、1994年九州大学大学院数理学研究科教授、2002年筑波大学数学系教授、2004年筑波大学大学院数理物質科学研究科教授、2014年京都大学大学院理学研究科教授、2021年退官・京都大学名誉教授、2021年から筑波大学にて名誉教授として研究を継続中。

リーマン多様体の収束・崩壊現象に関する一連の研究により1999年幾何学賞を受賞。2010年ICM招待講演（ハイデラバード）。
東北大学の塩谷隆との共同研究である３次元多様体の崩壊の研究が、グリゴリー・ペレルマンによる3次元多様体の幾何化予想の証明（ポアンカレ予想の解決を含む）において役割を果たしている。